# Esareme
L'esareme o sixes (in latino hexaremis, in greco antico: ἑξήρης?, hexèrēs) era un tipo di nave pesante di cui non si conosce con certezza se fosse con sei ordini di remi per lato oppure una trireme con due rematori per remo. Secondo gli storici antichi Plinio il Vecchio e Eliano è stata inventata a Siracusa: delle "Sixes" erano certamente presenti nella flotta di Dionigi II di Siracusa (r. 367-357 e 346-344 a.C.), ma potrebbero anche essere state inventate negli ultimi anni dal padre, Dionisio I.
Le "sixes" erano rare e appaiono nelle fonti soprattutto come fiore all'occhiello di una flotta: nella battaglia di Capo Ecnomo, i due consoli romani avevano un esareme ciascuno, Tolomeo XII (80-58 e 55-51 aC) ne ebbe una come nave ammiraglia. Lo stesso fu per Sesto Pompeo. Nella battaglia di Azio, esaremi erano presenti in entrambe le flotte, ma con una notevole differenza: mentre nella flotta di Ottaviano erano la nave più pesante, della flotta di Marco Antonio erano la seconda più piccola, dopo le quinqueremi.. Una sola esareme, la Ops, risultava essere la nave più grande in servizio della flotta di Miseno.
La disposizione esatta dei remi dell'esareme non è chiara. Se si è evoluta naturalmente dai modelli precedenti, potrebbe essere stata una trireme con due rematori per remo; l'alternativa meno probabile è che essa avesse due livelli con tre rematori per ogni remo. Racconti sulle "sixes" utilizzate nel I secolo a.C. durante le guerre civili romane indicano che le navi erano di un'altezza simile alle quinqueremi, e menzionano la presenza di torri sul ponte della nave ammiraglia di Marco Giunio Bruto.